# 신학원리
신학원리(a principle of theology)란 일반적으로 기독교 신학에서 중요한 원리로 신학이해의 근거이며 기독교인의 신앙과 행위의 근원적 체계이다. 신학연구를 위한 근본적 전제이다. 기독교 신학에서 전통적으로 이런 원리는 성경이며, 사도신경에서 나타난 삼위일체 하나님과 믿음도 신학의 중요한 원리이다. 신학원리는 기독교 신학방법론을 위한 필수적 요소이다. 

## 가장 중요한 신학의 원리들

### 유일한 원리(principium unicum)인 성경
성경은 근본적인 원리이며, 성경을 성경으로 이해하는 원리(Scriptura sui ipsius interpres). 신학의 근본원리는 성경이다 .
Tota scriptura와 sola scriptura에 근거한 성경적 원리(scriptural principle)가 되어야 한다.
먼저 이원리는 교회의 권위에 대하여 성경의 권위를 강조하는데서 나왔다.
"Sola Scriptura"는 성경만이 신앙과 신앙 생활에 관한 권위 있는 근본적인 지침서이며, 사람들은 성경을 통해 자신의 신앙과 생활을 지배해야 한다는 개념을 강조하는 것이다.
문자적 성경은 그 자신의 해석자이다라는 의미이다. 좀더 설명하면, 성경해석뿐만 아니라 신학적 문제와 신학연구에서 성경이 근본적인 원리가 되어야 한다는 것이다.
개혁신학의 외적 인식의 원리(principium cognosendi externum)로 하나님의 특별계시를 언급한다. 개혁신학은 그 외적 인식 원리로 성경을 말하며, 신학적으로 무엇을 인식하는 그 대상이 성경에 의해서만 주어진다고 주장하는 것이 개혁신학이라고 한다. 신학자가 신학적 지식을 얻는 유일한 원리(principium unicum)가 성경 뿐이며, 성경은 하나님의 계시이며, 신학의 원천(fons theoloigae)으로 항상 살아 있는 원천(a living fountain)이라고 한다. 성신께서 쓰셔서 당신을 알리시는 수단으로 이해하라고 한다. 그러므로 충실한 개혁신학은 성경의 원리에 충실하며, 오직 성경(soloa Scriptura)을 강조하고, 성경 전부(tota Scriptura)를 드러내며, 그 앞에 순종하고, 역사적 점진성에 유의하며, 그 유기성을 드러내는 것이라고 한다. 
다음과 같은 내용을 포함하고 있다.
성경의 내적 일관성 혹은 통일성: 성경 내부의 서로 다른 부분들이 일관성을 유지하며 상호 연결되어 있다. 이는 서로 다른 구절과 성경책 간의 조화와 일치를 찾는 데 중요한 원리이다. 
성경이 해석자로 권위를 갖기 위하여: 성경이 성경으로 해석되기 위해서는 자체의 맥락과 언어(히, 아람, 헬라)에서 이해되어야 한다. 성경의 문학적 양식이 있으며, 역사적-문법적-문화적 요소과 관련된다. 
성경 전체의 관점: 특정 구절이나 성경 책을 단독으로 해석하는 것이 아니라, 성경 전체의 큰 그림과 흐름을 고려해야 한다. 이는 특정 구절이나 개념이 성경 전체의 맥락에서 어떻게 해석되는지를 이해하는 데 도움을 준다. 키텔사전적 이해보다는 제임스 바가 말한 시대적 환경적 배경에서 단어나 어떤 개념에 대한 이해도 필요하다. 성경신학적 이해도 필요하다. 
예수 그리스도 중심성:  예수 그리스도가 성경의 중심이다(요 5: 39, 너희가 성경에서 영생을 얻는 줄 생각하고 성경을 연구하거니와 이 성경이 곧 내게 대하여 증언하는 것이니라). 성경 내의 모든 구절과 이야기가 예수 그리스도의 구원 계획과 연결된다고 여긴다. 그리스도 중심적 성경읽기
성령의 조명: 성경의 저자인 성령의 인도, 조명, 그리고 가르침을 받아 성경과 그리스도를 더 잘 이해하게 된다. 
(요 14:26) 보혜사 곧 아버지께서 내 이름으로 보내실 성령 그가 너희에게 모든 것을   가르치고 내가 너희에게 말한 모든 것을 생각나게 하리라.

### 지성을 추구하는 믿음(fides quaerens intellectum)
내적 인식 원리(principium cognosendi internum)는 신앙(믿음)이다. 신앙은 오직 외적 인식원리인 성경에 대한 반응이다. 이 신앙은 포괄적으로 우리의 삶 전체와 관련된다. 실천적 문제에 관여하고, 삶의 모든 영역에서 신앙이 작동함을 요구하며, 이원적 사고를 극복하고 전일적 집중과 전포괄적 관심을 생성하는 것이다. 
믿음은 이해를 추구함(Fides quaerens intellectum, faith seeking understanding)이란 안셈이 주장한 것으로 지성을 추구하는 믿음을 의미한다. 지성에 앞서서 믿음을 강조하는 것이다. 이해를 추구하는 신앙(Credo ut intelligam)과 같은 의미이다. 어거스틴 (354-430)(crede, ut intelligas, "믿는다 그래서 이해할 수 있다."; Tract. Ev. Jo., 29.6)과 안셈의 캔터베리 (c. 1033-1109)에 의해 강조된 신학적 원리로 사람은 믿음에서 시작하고 믿음에 근거하여 기독교 진리를 좀더 잘 이해하게 된다는 것이다. 안셈은 자신의 프로스로기온(Proslogion, II-IV)에서 이 표현을 처음으로 사용하였다. 이것은 믿음과 인간의 이성의 밀접한 관계를 설명한다. 그리고 이것은 안셈의 신학사상과 철학적 사고의 중요한 핵심이다. 그는 모든 것을 믿음 안에서 이해하기를 원하였다. 그것은 우리가 이미 믿은 것을 지적으로 이해하는 것을 의미한다. 하나님을 믿는 것은 논리적으로 시간적으로 인간의 이성적 작용보다 앞선다.

### 존재의 원리(principium essendi)로서 하나님
존재의 원리(principium essendi)로 하나님을 인정하는 것으로 본다. 신학은 신 중심적 신학(theocentric)이며, 하나님과 피조물의 차이를 존재론적으로 하나님을 전제하며, 그를 모든 다른 것의 존재 원리로 본다고 한다. 하나님은 자충족적인 하나님이며 그의 경륜(counsel) 역시 그러한 것이 된다.

## 같이 보기
- 신학방법론
- 기독교신학 작업